# Syllable Desktop
Syllable Desktop — операционная система, изначально предназначенная для использования на домашних настольных компьютерах, а также в небольших офисах.
Syllable Desktop на 99 % совместима со стандартами POSIX и имеет множество встроенных приложений, выполняющих различные функции, присущие настольному компьютеру, такие как просмотр Web (браузер ABrowse), работа с почтой (почтовый клиент Whisper), проигрывание мультимедиа (плееры ColdFish и Media Player) и так далее.
Syllable Desktop предшествовала операционная система AtheOS.
Норвежский программист Курт Скауен (Kurt Skauen) в марте 2000 года выложил на всеобщее обозрение AtheOS — свою открытую операционную систему.
AtheOS был перспективным проектом, включающим в себя концепции AmigaOS и BeOS, однако Курт Скауен не смог поддерживать его в одиночку.
В июле 2002 года, когда Курт Скауен уже не поддерживал AtheOS, Кристиан ван дер Влит (Kristian van der Vliet) вместе с ещё несколькими разработчиками объявили о Syllable — новой операционной системе, базирующейся на AtheOS.

## Разработчики Syllable Desktop
- Кристиан ван дер Влит (Kristian van der Vliet), больше известен как Вандерс (Vanders) — лидер проекта Syllable.
- Арно Кленке (Arno Klenke) — программист в проекте Syllable. Работает над ABrowse, рабочим столом, многими драйверами Syllable.
- Брент П. Ньюхолл (Brent .P Newhall) — веб-мастер официального сайта Syllable (смотрите ниже) и ему вспомогательных.
- Кай де Вос (Kaj de Vos) — разработчик подсистемы Builder в Syllable (аналог системы портов во FreeBSD).
- Рик Каудилл (Rick Caudill) — разработчик инструментария рабочего стола, а также редакторов исходного кода.
- Хенрик Исакссон (Henrik Isaksson) — разработчик appserver — слоя графического интерфейса в Syllable.
- Флемминг Х. Сёренсен (Flemming H. Sørensen) — ответственный за локализацию, за LiveCD, разработчик ряда приложений для Syllable.

## Особенности
- Загрузка обычно занимает менее 10 секунд.
- Операционная система оптимизирована для настольных компьютеров.
- Полный графический интерфейс встроен в саму ОС.
- Высокая скорость отклика даже под нагрузкой.
- Поддержка большого количества устройств, включая видео, сетевые и звуковые карты производства Intel, AMD, 3Com, nVidia и Creative.
- Доступ в интернет по сети Ethernet (протоколы PPP и PPPoE не поддерживаются).
- Графический браузер (ABrowse), почтовый клиент (Whisper) и сотни других нативных приложений.
- Журналируемая файловая система AFS (создана на основе BeOS FS) защищает файлы от повреждения при внезапном отключении питания.
- Меню для запуска приложений (как кнопка Пуск в Windows).
- 99% POSIX-совместимость.
- Графические приложения для настройки сети, свойств дисплея, администрирования пользователей и др.
- Исходный код доступен по GPL-лицензии.
- Объектно-ориентированный API-интерфейс программирования.
- Язык REBOL (ORCA) в качестве системного скриптового языка

Нативная кодировка в Syllable — используемая повсюду UTF-8, что легко решает все проблемы со шрифтами.
Установленная система занимает 75 МБ. Для установки средств разработки достаточно около 150—200 МБ. Таким образом, диска ёмкостью в 500 МБ достаточно для установки работы с системой и всем её программным обеспечением.

## Системные требования
- Работает на совместимом с Intel оборудовании в 32-битном режиме.
- Минимальные требования — процессор Pentium и 32 МБ оперативной памяти (для запуска веб-браузера потребуется немного больше памяти, для запуска Live CD нужно 64 МБ).
- Базовая установка занимает около 250 МБ на диске, включая набор приложений.
- Поддержка оборудования неплохая, но ещё не полная. Поддерживаются многие материнские платы, видео, сетевые и звуковые карты, устройства USB, принтеры и сканеры таких производителей, как Intel, AMD, 3Com, nVidia и Creative[3].

### Статьи и обзоры
- Интервью на OSNews с одним из разработчиков Syllable — Кристианом ван дер Влитом (Kristian van der Vliet) (англ.) — Часть 1
- Интервью на OSNews с одним из разработчиков Syllable — Кристианом ван дер Влитом (Kristian van der Vliet) (англ.) — Часть 2
- Syllable OS — альтернативная операционная система
- Syllable: просто и со вкусом, Linux Format № 78
- Интервью на TechWorld Australia с одним из разработчиков Syllable — Кайем де Восом. Часть 1, часть 2, часть 3, часть 4, часть 5, часть 6  (англ.)
- Darrel Johnston. Alternate OS: Syllable, Part 1 // PCLinuxOSMag. — 2010. — Сентябрь (вып. 44).